# Massacres do Natal de 2008

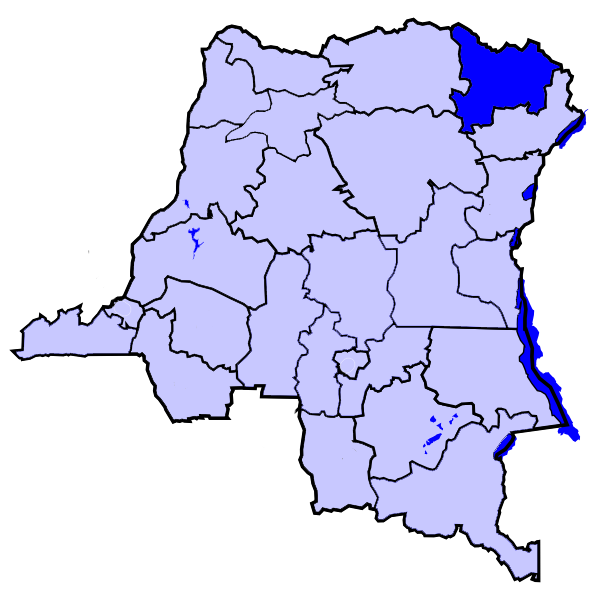
Na imagem a seguir em azul claro mostra as áreas não afetadas pelos ataque. Já em Azul Escuro, simboliza os locais que realmente ocorreram os ataques

Os massacres de Natal ocorreram de 24 a 27 de dezembro de 2008, quando o Exército de Resistência do Senhor, um grupo rebelde de Uganda, atacou várias aldeias no distrito de Haut-Uele, República Democrática do Congo.

## Ataques
Os ataques do Exército de Resistência do Senhor seguiram o início de uma operação militar conjunta em 14 de dezembro, liderada pelo exército de Uganda com o apoio dos exércitos congolês, sul-sudanês e da República Centro-Africana. O exército de Uganda atacou a sede do Exército de Resistência do Senhor no Parque nacional de Garamba, no Congo, perto da fronteira com o Sudão.
Após esse ataque, o Exército de Resistência do Senhor se dispersou em vários grupos, cada um dos quais tendo como alvo civis ao longo de seu caminho. Os rebeldes realizaram o mais devastador de seus ataques a partir de 24 de dezembro, esperando até que as pessoas se reunissem para as festividades de Natal, cercando-as e matando-as esmagando seus crânios com machados, machetes e grandes bastões de madeira.
Relatos da mídia indicaram que mais de 620 pessoas foram mortas, muitas delas esquartejadas, decapitadas, ou queimadas vivas em suas casas. Várias pessoas tiveram seus lábios cortados como um "aviso para não falar mal dos rebeldes", e duas meninas de três anos sofreram graves ferimentos no pescoço quando os rebeldes tentaram torcer suas cabeças.
Relatou-se que mais de 20.000 pessoas foram deslocadas pelos ataques  e pelo menos 20 crianças foram sequestradas pelo Exército de Resistência do Senhor. O Alto Comissariado das Nações Unidas para os Refugiados (ACNUR) informou que cerca de 225 pessoas, incluindo 160 crianças, podem ter sido sequestradas e mais de 80 mulheres estupradas.
Segundo a Human Rights Watch, "as táticas semelhantes e os ataques quase simultâneos indicam que esta foi uma operação planejada para abater e aterrorizar o maior número possível de civis". O Exército de Resistência do Senhor negou a responsabilidade pelos ataques; um porta-voz do grupo sugeriu que os desertores do Exército de Resistência do Senhor que ingressaram no exército de Uganda podem ter sido os responsáveis.